# Carlos Chávez
Carlos Antonio de Padua Chávez y Ramírez (Popotla —hoy perteneciente a la Ciudad de México—, 13 de junio de 1899-Ciudad de México, 2 de agosto de 1978), conocido como Carlos Chávez, fue un compositor, director de orquesta, profesor y periodista mexicano. Fue también fundador de la Orquesta Sinfónica de México. De sus seis sinfonías, la segunda, llamada Sinfonía India, que utiliza instrumentos de percusión yaqui, es quizás la más conocida. Chávez fue, además de pianista, compositor y director de orquesta, hombre público, funcionario, educador y político. Con Carlos Chávez se consolidó definitivamente el movimiento musical nacionalista de México.

## Biografía

### Primeros años
Su abuelo paterno, José María Chávez Alonso, gobernador del estado de Aguascalientes, fue ejecutado por orden del emperador Maximiliano en 1864. Su padre, Agustín Chávez, inventó un modelo de arado fabricado y utilizado en los Estados Unidos. Murió cuando Carlos contaba apenas con tres años. Carlos recibió sus primeras lecciones de piano de su hermano Manuel. Posteriormente estudió piano con Asunción Parra, Manuel M. Ponce y Pedro Luis Ogazón, y armonía con Juan Fuentes. Su familia pasaba las vacaciones en lugares como Tlaxcala, Michoacán, Guanajuato, Oaxaca, y en otros lugares en los que la herencia cultural prehispánica era muy fuerte. Al cumplir los veinte años, Chávez contaba ya con una cantidad considerable de obras compuestas, incluida una sinfonía y algunas obras para piano y música de cámara, hecho doblemente notable si se considera que fue un compositor esencialmente autodidacta.
En 1916, Chávez y sus amigos fundaron un periódico cultural, Gladios, lo que lo condujo a formar parte del personal del diario El Universal de la Ciudad de México, en 1924.
Terminada la revolución mexicana y durante la presidencia de Álvaro Obregón, se convirtió en uno de los primeros exponentes de la música nacionalista mexicana, concretamente con la composición del ballet El fuego nuevo (1921), basado en la leyenda azteca y comisionado por el entonces titular de la Secretaría de Educación Pública, José Vasconcelos.

### Vida musical
Según Robert L. Parker (1983), en 1922 Chávez se unió en matrimonio con la pianista Otilia Ortiz, con quien se fue de luna de miel a Europa —Viena, Berlín y París—, donde no logró encontrarse con su ídolo Maurice Ravel, pero sí se entrevistó con Paul Dukas. Armando Torres Chibrás escribe que, al volver a México en 1923, con música de Ígor Stravinski y Arnold Schönberg —en aquel entonces desconocido en México—, Chávez se sintió decepcionado del entorno conservador de la música en el país y partió solo hacia Nueva York en diciembre del mismo año, donde conoció a Edgar Varèse y a Aaron Copland.
De regreso a México en 1924, Chávez organizó una serie de conciertos de música nueva con el apoyo de la Universidad Nacional. Según Eduardo Contreras Soto, este concierto se realizó en el Anfiteatro Simón Bolívar, con estrenos en México de obras de Paul Hindemith, Arnold Schönberg, Claude Debussy y de Chávez mismo. Pero el desarrollo musical de México era muy lento para el gusto de Chávez, y este volvió a Nueva York en 1926. Su ballet Caballos de vapor [Horsepower], de estilo «maquinista», se interpretó en un concierto de la International Composer's Guild, en el Aeolian Hall de Nueva York, bajo la batuta de Eugene Goosens, en noviembre de ese año.
En 1928 Chávez fundó, junto con Henry Cowell, Carl Ruggles y Emerson Whithorne, la Pan American Association of Composers, cuyo director fue Edgar Varèse. En esta asociación, que tenía una visión cosmopolita y experimental, Chávez comenzó a asegurar su propia proyección internacional.
De nuevo en México, Chávez fue nombrado director de la Orquesta Sinfónica Mexicana, primera orquesta permanente del país, fundada por miembros del Sindicato de Músicos de la República Mexicana y que luego se llamaría Orquesta Sinfónica de México (OSM). Chávez logró que la orquesta realizara giras por zonas rurales del país y que estrenara innumerables obras de compositores de diferentes épocas y nacionalidades, aunque siempre con especial énfasis en la difusión de la música mexicana moderna.
En 1928 fue nombrado director del Conservatorio Nacional de Música, cargo en el que se mantuvo por seis años y con el cual dirigió proyectos para coleccionar música folclórica.
Después de que Arturo Toscanini dejara la Orquesta Sinfónica de la Radio NBC en 1938, Chávez la dirigió en varios conciertos. En 1940 produjo algunos conciertos en el Museo de Arte Moderno de Nueva York, que incluían nueva música de compositores de México, de América del Sur, de los Estados Unidos y de Europa.
Desde 1947 hasta 1952 fue director general del Instituto Nacional de Bellas Artes. En 1947 formó la Orquesta Sinfónica Nacional, que sustituyó a la OSM como principal orquesta de México. En estos años, Chávez tuvo una intensa agenda de presentaciones internacionales.
A lo largo de su vida, Chávez también dedicó tiempo a la enseñanza de las técnicas de composición musical, y formó a dos generaciones de compositores en el Conservatorio Nacional de Música. A la primera de ellas (1936-1942) pertenecieron Daniel Ayala, Blas Galindo, José Pablo Moncayo y Salvador Contreras, miembros del llamado Grupo de los Cuatro. A una segunda generación (1959-1964) pertenecieron Héctor Quintanar, Mario Lavista, Eduardo Mata, Humberto Hernández Medrano y Francisco Núñez Montes.
Carlos Chávez es también el autor de uno de los primeros textos sobre música electrónica que se hayan escrito: Hacia una nueva música (1935; publicado en inglés como Toward a New Music, W. W. Norton, Nueva York, 1937), y a él se debe la creación del Instituto Nacional de Bellas Artes de México.
En sus escritos, Chávez enfatiza la creación de un «arte útil», un arte que debía ser útil para las masas sin discriminación de clases sociales. El arte, según Chávez, no es lujo ni privilegio. Realizó conciertos para las clases obreras. Clasificó a la música como eficaz e ineficaz. De esta manera, afirmó:

La Revolución en música es, en suma, la lucha del arte útil contra el arte inútil. Es la lucha del arte para todos, contra el llamado arte de la élite, de la aristocracia intelectual.

En su taller de composición, Chávez evitaba los tratados convencionales. Los alumnos realizaban sus trabajos con las melodías autóctonas y populares. Se exploraban los instrumentos indígenas y prehispánicos.
Chávez se preocupa por el aspecto científico-artístico de la música popular mexicana. Insistió en que los músicos mexicanos estaban obligados a conocer su tradición, pues de lo contrario no realizarían música mexicana.
En el artículo «La música propia de México», afirma:

El regionalismo se convierte en verdadero nacionalismo cuando éste es la suma equilibrada de todas las regiones. El "estilo nacional" será el resultado del conocimiento mutuo de los mexicanos, y del país mismo en todas sus manifestaciones.

En 1943 fue elegido como miembro fundador de El Colegio Nacional. En 1958, fue ganador del Premio Nacional de Ciencias y Artes, por su desempeño en las bellas artes.

## Creación de la Orquesta Sinfónica de México (OSM)
La Orquesta Sinfónica de México tuvo diversos antecedentes que no contaron con suficiente prestigio ni apoyo gubernamental para su desarrollo. Es posible mencionar a la Orquesta del Conservatorio de Julio Meneses, que fue la primera orquesta sinfónica permanente y de altura profesional en México, pese a que sus integrantes no tenían un sueldo mensual fijo.
Bajo el gobierno de Venustiano Carranza a su regreso de Veracruz, la Orquesta del Conservatorio se transformó en Orquesta Sinfónica Nacional, donde aparecieron por primera vez los vocablos «sinfónica» y «nacional». Su director Jesús Acuña logró mayor éxito que su predecesor. Posteriormente Manuel María Ponce tomaría el cargo, y la orquesta comenzó a recibir por fin salarios fijos.
Durante el ministerio de José Vasconcelos, la orquesta pasó por una tercera y breve etapa bajo la dirección de Julián Carrillo. De nuevo no había salarios fijos y sólo se recibía paga por ensayo y concierto, de acuerdo con determinadas tarifas. La orquesta no trabajaba en permanencia todo el año y celebró pocas y esporádicas temporadas durante su breve existencia.
Chávez había tenido contacto con el jazz en Estados Unidos. Una vez que el grupo de los Jazzistas había tomado el poder del Sindicato de los Filarmónicos del Distrito Federal invitó a Chávez a tomar la dirección de la recién formada Orquesta Sinfónica Mexicana. Posteriormente ésta cambió de nombre por el de Orquesta Sinfónica de México (OSM). Al mismo tiempo, ocupó el cargo de director del Conservatorio.
La OSM nació a fines de 1928 como una cooperativa de los músicos del Sindicato de Filarmónicos del Distrito Federal, y Chávez, nombrado director oficial por el secretario general, la dotó de un consejo directivo. Gozaba de un Comité Patrocinador y de un subsidio reducido por parte del gobierno, por lo que el Consejo directivo, con Chávez como principal, hizo suya la empresa y promovía cada año una campaña publicitaria de manera personal entre representantes de la banca, la industria y el comercio, una labor de promoción entre distinguidos intelectuales de la ciudad y una campaña de sensibilización para el público aficionado. Ésta fue la primera orquesta enteramente profesional del país: estrenaba obras contemporáneas nacionales y extranjeras y posibilitó el desarrollo de la música mexicana. Según Chávez:

...La Orquesta Sinfónica de México es una institución cultural cuya misión fundamental consiste en difundir la música entre los habitantes del país, contribuyendo en esta forma a la educación del pueblo. No fue sino hasta el año de 1930 cuando la Orquesta Sinfónica de México organizó los primeros festivales de música sinfónica para el provecho y crecimiento cultural de las clases obreras y trabajadoras.

...La Sinfónica de México se sustentó sobre los principios de una organización privada, según el modelo de las organizaciones sinfónicas que han existido desde hace mucho tiempo en otros países, principalmente en los Estados Unidos... Las organizaciones nacionales anteriores a la Orquesta Sinfónica de México no tenían más fuente económica que los fondos públicos. Las organizaciones privadas, según cuyo modelo se fundó la Orquesta Sinfónica de México, no tienen más fuente económica que las entradas de taquilla y los donativos o subvenciones de particulares, interesados personalmente en el desarrollo de las actividades culturales del país. La Orquesta Sinfónica de México ha tenido subvenciones del gobierno. El gobierno fue su mecenas principal.

## Chávez en contra de la música en la Universidad
De la Universidad Nacional dependían la Escuela de Escultura y Talla Directa, las escuelas de Pintura al aire libre, la Escuela de Música, Teatro y Danza, la Orquesta Sinfónica de México y las Galerías de Pintura. Al decretarse la autonomía de la Universidad en 1929, Chávez propuso enérgicamente la integración de la Escuela de Música, Teatro y Danza, antes Conservatorio, a las fuerzas artísticas oficiales. No veía con agrado el Conservatorio integrado en la Universidad, y afirmó en sus publicaciones periodísticas que México no necesitaba doctores ni bachilleres en música. La nueva ley al realizar el sueño universitario da margen a la realización del sueño artístico: "El Conservatorio en la Universidad es tan sólo un órgano complementario, mientras en el departamento de Bellas Artes, es un órgano fundamental". En 1929, la Escuela Nacional de Música y Danza pasaba entre otros organismos a formar parte del Departamento de Bellas Artes de la Secretaría de Educación Pública. Según Chávez, en países jóvenes como México es preciso que el arte, para su prosperidad, esté bajo el decidido patrocinio del Estado.
La polémica levantada por sus afirmaciones y la secuela de actos y protestas contra Chávez por la segregación de la escuela de Música, Teatro y Danza de la Universidad, dieron lugar a la petición de un grupo de jóvenes, respaldados por varios maestros, de crear una Escuela Universitaria de Música. Esta situación dio origen a las dos principales instituciones para la formación del músico mexicano: la Universidad Nacional Autónoma de México y el Instituto Nacional de Bellas Artes.

## Conflicto con Julián Carrillo
Desde sus primeros escritos periodísticos, Chávez desacreditó los descubrimientos de Julián Carrillo, especialmente el relacionado con el sonido 13 y la microtonalidad, los calificó como importación y copia de Europa. Según Chávez, los compositores anteriores a la nueva escuela mexicana caían en dos categorías: los francesistas y los germanistas, y ambos grupos representaban a la influencia europeizante que Chávez tanto rechazaba, y él daba especial crédito a la Revolución mexicana, por dar la necesaria apertura a la expresión de la mexicanidad en todas las artes. Tal desacreditación de Carrillo la expresó en sus artículos de 1924 "El cruti hindú y el cuarto de tono europeo" y "La importación en México": "El cruti hindú es el intervalo que resulta de la división del intervalo de una octava en veintidós partes iguales; el cuarto de tono europeo es el intervalo que resulta de la división del intervalo de octava en veinticuatro partes iguales. Desde hace muchos años se habla en Europa de la subdivisión del semitono como una nueva posibilidad. La entidad cuarto de tono no tiene nada de descubrible, porque hace siglos que está descubierta, es triste que la importación en México sea un fenómeno tan lento. En México está ahora poniéndose de moda el asunto de los cuartos de tono. Los instrumentos de cuerda son capaces de subdividir el semitono para aplicaciones artísticas. Mucho antes de que se construyeran los instrumentos a que el referido periódico musical de México hace mención, se había construido en Europa por Mayer y por Mollendorff un armonio de cuartos de tono, y por Stein un clarinete."
La respuesta de Julián Carrillo no se hizo esperar: "El autor del escrito, señor Chávez, es víctima de lamentable pesimismo, pesimismo que campea en cada una de sus frases. El pesimismo del señor Chávez es aplastante, es una eterna negación. Llega a decir que a los mestizos mexicanos no nos queda más que copiar. Suponga el señor Chávez que estamos deseuropeizados. ¿Qué indumentaria portaría? De pies a cabeza viste él a la europea. ¿Cómo podríamos deseuropeizarnos? Y no llegó a comprenderlo. En cambio, paréceme posible que la raza nuestra produzca sus frutos dentro de la cultura europea recibida, y dentro de estas posibilidades, creo que no debemos negar a los mestizos mexicanos, ni a nadie en el mundo, el derecho de encontrar algo que los europeos no hayan encontrado hasta hoy. Los europeos no habían encontrado aún la manera de aclarar sus dudas respecto a los armónicos 7, 11, 13 y 14, y en México, gracias a la teoría del sonido 13, hemos aclarado estas dudas; en Europa empezaron a preocuparse por el cuarto de tono hasta muchos años después que en México habíamos llegado al dieciseisavo. En 1895 dividí el tono en la Ciudad de México en 16 partes, con lo que se aumentó el número de sonidos de la llamada octava, a 97; en consecuencia, hace veintinueve años que México conquistó los elementos para que los instrumentos musicales tengan en 7 octavas 672 sonidos, y planteó ante el mundo el problema del sonido 13."

## Defensa del músico mexicano
A finales de la década de 1930 y a principios de 1940 hubo un movimiento masivo de músicos hacia los países de Latinoamérica debido a la Gran Depresión económica de los años treinta, la guerra civil española y la Segunda Guerra Mundial. México y Argentina se convirtieron en polos de atracción para los empresarios europeos en beneficio de competentes músicos europeos en busca de trabajo. La Ciudad de México se convirtió en un emporio musical comparable con las principales capitales europeas. Pocos se dieron cuenta al principio de la desventaja que causaría a los músicos mexicanos semejante situación. El músico mexicano perdió competitividad y no contaba con apoyo del Estado ni respaldo institucional. La situación había cambiado radicalmente en comparación con los primeros años del siglo veinte, ya que durante los años de la Revolución la visita de artistas decayó notablemente. Esto permitió el desarrollo propicio de una escuela musical mexicana de la misma categoría que las europeas. En los años 40, la situación se volvió crítica debido a la abrumadora presencia extranjera.
La agencia de Conciertos Daniel, que consideró a Latinoamérica como la solución a sus aspiraciones económicas, había reclutado a una cantidad considerable de músicos de talla internacional como Claudio Arrau, José Iturbi, Jascha Heifetz, Jorge Bolet y Erich Kleiber, entre otros. Esta agencia se había convertido en asociación civil, como la Sinfónica de México, con su consejo de notables, patrocinio particular y gubernamental, con facilidades tales como el uso del Teatro de Bellas Artes. Chávez denunció los peligros de una incontrolada importación y propugnó la prioridad del arte nacional; señaló la obligación y responsabilidad del Estado para cultivarlo y protegerlo. Al respecto, Chávez comentó: "El señor Ernesto de Quesada, funcionario único de los Conciertos Daniel, tiene unos diez o doce años de venir efectuando en México una decidida e incansable campaña de ocupación. Es notorio que la empresa de Conciertos Daniel no ha promovido absolutamente ninguna actividad musical nacional. En tal entendimiento, consideremos los dos puntos extremos: I. El peor- El señor Quesada quiere apoderarse del mercado de México importando artistas extranjeros que tiene bajo contratos exclusivos, desplazando o manteniendo a raya a los nativos. II. El mejor- Aceptemos sin conceder que las importaciones que ha hecho el señor Quesada están haciendo lo que instituciones o personas mexicanas, y no él, deberían hacer: contratar a los artistas extranjeros con sus managers... Queremos artistas y maestros extranjeros que vengan a darnos los frutos de su arte y de su saber. Pero debe ser la gente de aquí la que diga quién debe venir y cuándo, dónde, cómo y por qué. México está a medio hacer. Si vamos a edificar nuestra nación, no podrá ser más que de un modo: teniendo confianza en el talento de nuestra gente y dándole todas las oportunidades de que trabaje."

## La obra
Desde sus primeras obras, Chávez intentó alejarse de la tonalidad por medio de acordes alterados y rechazando la retórica romántica. Proponía un acercamiento a la simplicidad y a la mesura- el rechazo de lo estético y la belleza sonora como valor en sí.
La primera obra de Chávez que puede considerarse dentro del impulso nacionalista es su ballet El fuego nuevo para gran orquesta, compuesto en 1921 con empleo de instrumentos de percusión indígenas. La escritura sigue los procedimientos de Claude Debussy y los impresionistas. El ballet no se estrenó hasta 1928. El compositor escribió otro ballet de espíritu similar, llamado Los cuatro soles.
En 1922, durante su estancia en Europa y posteriormente en Nueva York, Chávez adquirió el gusto por el tipo de música abstracta y casi científica, entonces en boga. Las composiciones que escribió entre 1923 y 1934 reflejan estas influencias. A veces acentúa lo abstracto de su música con títulos referentes a la geometría y la física, como en Polígonos para piano de 1923, Exágonos para voz y piano 1924, 36 para piano 1925, Energía para nueve instrumentos 1925, Soli 1933, Espiral para piano y violín 1934. Este periodo culminó con el ballet Caballos de Vapor. HP (1931), que es la apoteosis de la edad de la máquina.
Chávez afirmó: "Algunas melodías y danzas del pueblo pueden ser halladas en mi música. Sin embargo, ellas no representan la base constructiva de la obra sino que, sencillamente, coinciden con mi forma de auto-expresión."
Los años treinta marcan en la obra de Chávez el afianzamiento de dos tendencias de composición que se unifican en una de las obras culminantes del periodo: la Sinfonía india (1936). Por un lado, continúa la línea iniciada en Caballos de vapor (mexicanismo triunfante, celebratorio y positivo que desembocó en obras como El sol, Llamadas, Sinfonía proletaria (1934) o la Obertura republicana (1935). Por otro lado, elaboró cuidadosamente obras de pura y aun abstracta invención donde priva la experimentación formal o tímbrica, como en Espirales para violín y piano, los 10 preludios para piano (1937) y el Concierto para piano (1938-1940). En la Obertura republicana, Chávez agrupa tres piezas mexicanas: La Marcha de Zacatecas, el vals Club Verde y La Adelita. En esta pieza Chávez sólo pretendía presentar una obra popular en la sala de conciertos. De las seis sinfonías, la segunda se apartaba por completo del contexto de las otras cinco, donde hay más experimentación modal, como en la primera Sinfonía de Antígona (1933) compuesta de armonías en cuartas y quintas y con un uso predominante de los instrumentos de viento.
La Sinfonía india es una de las obras más analizadas y discutidas de Chávez. Se ha comentado ampliamente su arquitectura interna, la cual se apoya en la forma sonata, de la cual ha sido eliminada la parte del desarrollo, aunque estructuralmente parezca una sinfonía comprimida.

## Críticas

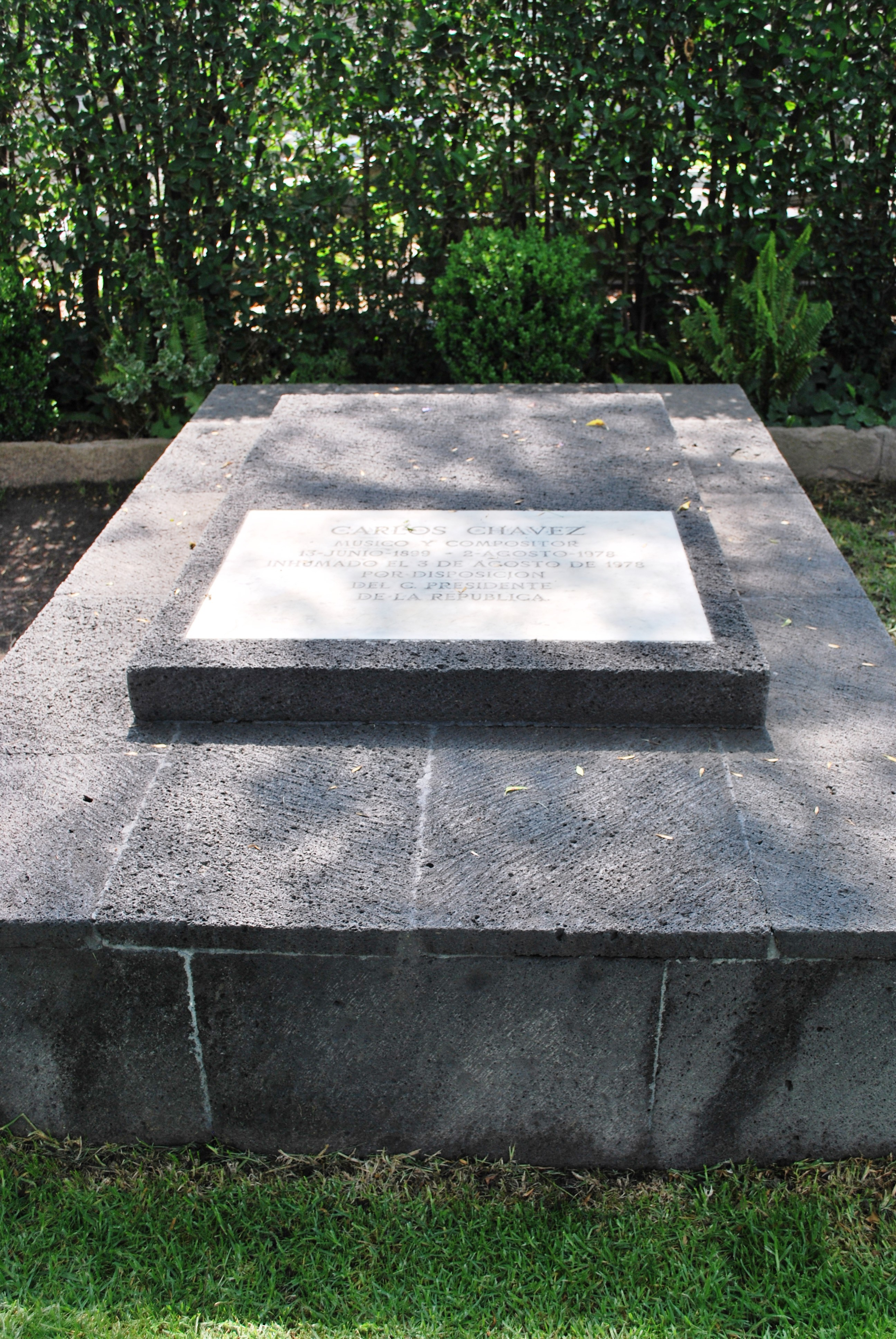
Sepulcro de Carlos Chávez en la Rotonda de las Personas Ilustres (México).

Carlos Chávez fue una figura crucial en el desarrollo de la cultura mexicana del siglo XX. Sin embargo, para lograr sus propósitos tuvo que alinearse con el sistema político en surgimiento y abandonar sus ideales revolucionarios, que dieron el primer impulso a su creación. Al lograr esto, el Estado mexicano de carácter institucional le otorgó autoridad y privilegios por encima de sus contemporáneos, de manera que se convirtió en una figura autoritaria. El carácter de líder le llevó a conducir el destino de gran parte de la música mexicana del siglo XX. Como afirma Yolanda Moreno Rivas: "Pocas veces ha sido dado a un músico la posibilidad de influir de manera tan contundente y prolongada en el desarrollo del arte de su país." Este aspecto ha dado lugar a que Chávez sea más reconocido como una figura más política que musical, un divulgador y pensador más que un artista. Es difícil encontrar biografías que expliquen al artista y al hombre más que al político. La musicología moderna no pareció mostrar mucho interés por su música y hoy es un compositor cuya música es prácticamente desconocida fuera de México, siendo solamente un ocasional nombre en las enciclopedias; situación muy diferente a la de su contemporáneo Silvestre Revueltas, cuyo interés y difusión mundialmente crece con el tiempo. Su carácter autoritario provocó que, de alguna manera, las carreras de Ponce, Carrillo y Revueltas se vieran seriamente afectadas para él permanecer como la única referencia a seguir. A partir de 1936 Revueltas desapareció de los programas de la Orquesta Sinfónica de México. Los constantes conflictos con Carrillo de alguna manera han sido los causantes de su escasa investigación musicológica, dando lugar a que la sociedad mexicana desconozca los descubrimientos del Sonido 13. La crítica negativa al estilo de Ponce generó que la mayor parte de la música de Manuel M. Ponce sea desconocida en la actualidad. Calificó a Revueltas como falto de formación musical y su música como carente de estructura.
De acuerdo a Julio Estrada, Chávez dio la espalda a la Revolución mediante el proceso institucionalizador, fundó como primer director el Instituto Nacional de Bellas Artes y Literatura y consolidó una alianza con la línea política dominante, iniciándose así un proceso monopolizador de las artes en México. Adoptó un estilo panamericano con carencia de contenido social, eliminando de su catálogo su Sinfonía proletaria. Chávez, con su ambición de poder, impuso su música y se dedicó a afrentar desde el poder institucional a sus posibles rivales. Esto le permitió proyectarse internacionalmente por encima de sus rivales, y fue el único compositor mexicano oficialmente reconocido, en el sentido histórico, fuera de México durante muchas décadas.
Sin embargo, tomando en cuenta la situación de la música en México antes y después de Chávez, se deduce que es una figura imprescindible para la historia de la música mexicana.
Carlos Chávez murió el 2 de agosto de 1978 y sus restos fueron sepultados en la Rotonda de las Personas Ilustres.

## Catálogo de obras
| Año     | Obra | Tipo de obra                    |
| ------- | --- | ------------------------------- |
| 1910    | La danza de las brujas, para piano. | Música solista (piano)          |
| 1911    | Serenata, para piano. | Música solista (piano)          |
| 1911    | Canción, para piano. | Música solista (piano)          |
| 1911    | Barcarola (1), para piano. | Música solista (piano)          |
| 1911    | Preludio, para violín y piano. | Música instrumental (dúo)       |
| 1911    | Nocturno, para piano. | Música solista (piano)          |
| 1912    | Vals I y II, para piano. | Música solista (piano)          |
| 1912    | Miniatura, para piano. | Música solista (piano)          |
| 1913    | Serenata, para violín y piano. | Música instrumental (dúo)       |
| 1913    | Romanza, para violín y piano. | Música instrumental (dúo)       |
| 1915    | Segundo estudio de concierto, para piano. | Música solista (piano)          |
| 1915    | À l'aube: image mexicaine, para piano. | Música solista (piano)          |
| 1915    | Adelita & La cucaracha, para piano. | Música solista (piano)          |
| 1915    | Anda buscando de rosa en rosa, para piano. | Música solista (piano)          |
| 1915/18 | Sinfonía, para orquesta. | Música orquestal (sinfonía)     |
| 1916    | Himno en elogio de la espada, coral. | Música coral                    |
| 1918    | Berceuse, para piano. | Música solista (piano)          |
| 1918    | Pensamiento feliz, para piano. | Música solista (piano)          |
| 1918    | Carnaval, para piano. | Música solista (piano)          |
| 1918    | Oda I, para piano. | Música solista (piano)          |
| 1918    | Elegía I-II, para piano. | Música solista (piano)          |
| 1918    | Extase, para voz y piano. | Música vocal (piano)            |
| 1918    | Gavota, para piano. | Música solista (piano)          |
| 1918    | Esperanza ingenua, para piano. | Música solista (piano)          |
| 1918    | Triste sonrisa, para piano. | Música solista (piano)          |
| 1918    | Suavemente, para piano. | Música solista (piano)          |
| 1918    | Meditación, para piano. | Música solista (piano)          |
| 1918    | Meine lieber Flamen, para voz y piano. | Música vocal (piano)            |
| 1918    | Sonata Fantasía (Sonata I), para piano. | Música solista (piano)          |
| 1919    | Deuxième sonate pour piano (Sonata II), para piano. | Música solista (piano)          |
| 1919    | Sexteto de cuerda y piano. | Música instrumental (conjunto)  |
| 1919    | Estrellas fijas (J.A. Silva), para soprano/tenor y piano. | Música vocal (piano)            |
| 1919    | Barcarola (2), para piano. | Música solista (piano)          |
| 1919    | Du bist wie eine Blume (H. Heine), para soprano y piano. | Música vocal (piano)            |
| 1919    | Adiós, adiós, para piano. | Música solista (piano)          |
| 1919/20 | Valses íntimos I-IV, para piano. | Música solista (piano)          |
| 1919/20 | Estudios I-IV, para piano. | Música solista (piano)          |
| 1920    | Cuando empieza a caer la tarde, para piano. | Música solista (piano)          |
| 1920    | Preludio, para piano. | Música solista (piano)          |
| 1920    | Encanto sutil, para piano. | Música solista (piano)          |
| 1920    | Noche: aguafuerte, para piano. | Música solista (piano)          |
| 1920    | Hoja de álbum, para piano. | Música solista (piano)          |
| 1920    | Benedición, para piano. | Música solista (piano)          |
| 1921    | Vals Elegía, para piano. | Música solista (piano)          |
| 1921    | El Fuego Nuevo, ballet azteca. | Música de ballet                |
| 1921    | Cuarteto de cuerda nº 1. | Música de cámara (cuarteto)     |
| 1921/22 | Madrigals I-VII, para piano. | Música solista (piano)          |
| 1922    | [4] Nocturnos, para piano. | Música solista (piano)          |
| 1922    | Jarabe, para piano. | Música solista (piano)          |
| 1923    | Polígonos, para piano. | Música solista (piano)          |
| 1923    | Inútil epigrama (R. de Carvalho), para soprano/tenor y piano. | Música vocal (piano)            |
| 1923    | Aspectos I-II, para piano. | Música solista (piano)          |
| 1923    | Imagen mexicana (a cappella) (hay vers. para piano). | Música coral (capella)          |
| 1923    | [3] Piezas para guitarra. | Música solista (guitarra)       |
| 1923    | [3] Hexágonos, para voz y piano. | Música vocal (piano)            |
| 1924    | Otros tres hexágonos, para canto y piano . | Música vocal (piano)            |
| 1924    | Xochimilco Dance, para piano. | Música solista (piano)          |
| 1924    | Sonatina para violoncello y piano. | Música instrumental (dúo)       |
| 1924    | Sonatina para violín y piano. | Música instrumental (dúo)       |
| 1924    | Sonatina, para piano. | Música solista (piano)          |
| 1925    | Foxtrot, para piano. | Música solista (piano)          |
| 1925    | 36 (primero llamada Horsepower, y luego cambiada para no confundir con H.P.), para piano. | Música solista (piano)          |
| 1925    | Los cuatro soles, ballet indígena. | Música de ballet                |
| 1925    | Energía, para nueve instrumentos (piccolo, flauta, basson, cor, trompeta, trombón bajo, viola, violonchelo y contrabajo). | Música instrumental (conjunto)  |
| 1925    | Cake walk, para piano. | Música solista (piano)          |
| 1926    | Solo, para piano. | Música solista (piano)          |
| 1926    | Chapultepec: Three Famous Mexican Pieces para banda (en 1935 hay vers. orquestal). | Música de banda                 |
| 1926    | Caballos de vapor (H.P.) Suite. | Música orquestal (suite)        |
| 1926    | [3] Etudes for Piano … Chopin, para piano. | Música solista (piano)          |
| 1926/32 | Caballos de vapor [H.P.] (sinfonía de baile, Chávez) (Philadelphia, Metropolitan Opera House, 31 Mar 1932, director L. Stokowski). | Música de ballet                |
| 1927    | H.P. Sinfonía de baile (también llamada «Caballos de vapor») (hay versión para 2 pianos). | Música orquestal                |
| 1928    | Blues, para piano. | Música solista (piano)          |
| 1928    | Sonata III, para piano. | Música solista (piano)          |
| 1928    | Fox, para piano. | Música solista (piano)          |
| 1929    | Sonata para 4 trompas. | Música instrumental (cuarteto)  |
| 1930    | Unidad, para piano. | Música solista (piano)          |
| 1930    | Paisaje, para piano. | Música solista (piano)          |
| 1932    | Tierra Mojada, coral. | Música coral                    |
| 1932    | Cuarteto de cuerda II. | Música de cámara (cuarteto)     |
| 1932    | Música para la obra escénica Antígona (Sófocles y Jean Cocteau). | Música de teatro                |
| 1932    | Todo (R. López Velarde), para mezzo/barítono y piano. | Música vocal (piano)            |
| 1933    | Sinfonía nº 1, de Antigona. | Música orquestal (sinfonía)     |
| 1933    | Soli I (hautbois, clarinette, trompette y basson). | Música de cámara                |
| 1933    | Cantos de México para orquesta mexicana. | Música orquestal                |
| 1934    | Llamadas: sinfonía proletaria, para coro y orquesta. | Música orquestal                |
| 1934    | El sol: corrido mexicano, coral. | Música coral                    |
| 1934    | [3] Spirals, para violín y piano. | Música instrumental (dúo)       |
| 1935    | Chapultepec (Obertura republicana) [Marcha provinciana, Vals nostálgico, Canción de Adelita], para orquesta/banda. | Música orquestal (obertura)     |
| 1935/36 | Sinfonía nº 2, India. | Música orquestal (sinfonía)     |
| 1937    | [10] Preludios para piano. | Música solista (piano)          |
| 1937    | Orquestación de Buxtehude: Chaconne in E Minor. | Música orquestal                |
| 1937/38 | Concierto para cuatro trompas y orquesta (reorquestado en 1964). | Música orquestal (concierto)    |
| 1938    | [3] Poems: Segador (Pellicer), Hoy no lució la estrella de tus ojos (S. Novo), Nocturna rosa (Villaurrutia), para soprano/tenor y piano. | Música vocal (piano)            |
| 1938/40 | Concierto para piano y orquesta. | Música orquestal (concierto)    |
| 1939    | [4] Nocturnos, para voz y piano. | Música vocal (piano)            |
| 1939    | La Paloma azul, coral. | Música coral                    |
| 1940    | Para Juanita, para piano. | Música solista (piano)          |
| 1940    | Trío. Arreglo de cuatro piezas de Debussy y Falla, para flauta, arpa y viola. | Música instrumental (trío)      |
| 1940    | Xochipili Macuilxoxhitl: Una música azteca imaginaria, para piccolo, flauta, clarinete, trombón y seis percusionistas. | Música instrumental (conjunto)  |
| 1941    | La casada infiel (F. García Lorca), Alto/barítono y piano. | Música vocal (piano)            |
| 1941    | Sonata IV, para piano. | Música solista (piano)          |
| 1941    | Orquestación de Jaime Nunó: Himno nacional. | Música orquestal                |
| 1942    | Tree of Sorrow/Arbolucu, te sequeste (a cappella). | Música coral (capella)          |
| 1942    | Fugas para piano. | Música solista (piano)          |
| 1942    | A Woman Is a Worthy Thing (a cappella). | Música coral (capella)          |
| 1942    | Toccata, para percusión. | Música instrumental (percusión) |
| 1942    | Melodías tradicionales indias del Ecuador [4], para voz y piano. | Música vocal (piano)            |
| 1942    | Miniatura: homenaje a Carl Deis, para piano. | Música solista (piano)          |
| 1942    | Nocturnes [3] (a cappella). | Música coral (capella)          |
| 1943    | Danza de la pluma, para piano. | Música solista (piano)          |
| 1943    | La llorona, para piano. | Música solista (piano)          |
| 1943    | Orquestación de Vivaldi: Concerto in G Minor, Op. 6 N.º 1. | Música orquestal                |
| 1943    | Cuarteto de cuerda III. | Música de cámara (cuarteto)     |
| 1943    | La hija Cólquide. Suite sinfónica del ballet. | Música orquestal (suite)        |
| 1943    | La hija de Cólquide: ballet para cuarteto doble. | Música de ballet                |
| 1943    | La zandunga, para piano. | Música solista (piano)          |
| 1943    | Suite, para doble cuarteto. | Música de cámara                |
| 1943    | Zarabanda, para cuerdas. | Música orquestal (cámara)       |
| 1944    | A! Freedome (a cappella). | Música coral (capella)          |
| 1946    | Canto a la tierra, coral. | Música coral                    |
| 1947    | Música para la obra escénica Don Quijote (Cervantes): Toccata para orquesta. | Música de teatro                |
| 1948/50 | Concierto para violín y orquesta. | Música orquestal (concierto)    |
| 1949    | Estudio IV: homenaje a Chopin, para piano. | Música solista (piano)          |
| 1950    | Left Hand Inversions of Five Chopin Etudes, para piano. | Música solista (piano)          |
| 1951    | Sinfonía nº 3. | Música orquestal (sinfonía)     |
| 1951    | Happy Birthday (a cappella). | Música coral (capella)          |
| 1952    | [4] Nuevos estudios para piano, para piano. | Música solista (piano)          |
| 1953    | Sinfonía nº 5, para orquesta de cuerda (para la Fundación Koussevitzki). | Música orquestal (sinfonía)     |
| 1953    | Sinfonía nº 4, Romántica (para la Orquesta Sinfónica de Louisville)). | Música orquestal (sinfonía)     |
| 1953    | Baile: cuadro sinfónico. | Música orquestal                |
| 1953/56 | Panfilo and Lauretta (ópera en tres actos, libreto de C. Kallman, según G. Boccaccio) (rev. como «Love Propitiated», 1959; rev. como «El amor propiciado» (trad. N. Lindsay, E. Hernández Moncada), 1963; rev. como «Los visitantes», 1968; rev. como The visitors, 1973). | Ópera                           |
| 1956    | Prometheus Bound (cantata). | Música vocal (cantata)          |
| 1957    | Upingos, oboe. | Música solista (oboe)           |
| 1957    | Música para la obra escénica Hippolytus (Eurípides): Upingos: melodía para oboe solo). | Música de teatro                |
| 1958    | Invención (I), para piano. | Música solista (piano)          |
| 1958    | North Carolina Blues (Villaurrutia), vocal. | Música vocal (piano)            |
| 1960    | Sonata V, para piano. | Música solista (piano)          |
| 1961    | Sinfonía nº 6, para orquesta (para el Centro Lincoln de las Artes de Nueva York). | Música orquestal (sinfonía)     |
| 1961    | Sonata VI, para piano. | Música solista (piano)          |
| 1961    | Soli II para quinteto de viento (flauta, oboe, clarinete, basson y cor). | Música de cámara                |
| 1962    | Lamentaciones, para voz y piano. | Música vocal (piano)            |
| 1964    | Tambuco, para seis percusionistas. | Música instrumental (percusión) |
| 1964    | Resonancias, para orquesta. | Música orquestal                |
| 1964    | Fuga H A G, C (violín, viola, violonchelo y contrabajo). | Música instrumental (cuarteto)  |
| 1965    | Soli III (basson, trompeta, viola, timbales y orquesta). | Música orquestal                |
| 1965    | Invention II, para violín, viola y violonchelo. | Música instrumental (trío)      |
| 1966    | Soli IV (cor, trompeta y trombón). | Música instrumental (trío)      |
| 1967    | Mañanas mexicanas, para piano (en 1974, arr. para banda). | Música solista (piano)          |
| 1967    | Elatio, orquesta. | Música orquestal                |
| 1967    | Invention III, para arpa. | Música solista (arpa)           |
| 1967    | Vocalización aguda, para soprano coloratura y piano. | Música vocal (piano)            |
| 1968    | Pirámide, ballet en cuatro actos. | Música de ballet                |
| 1968    | Fragmento (a cappella). | Música coral (capella)          |
| 1969    | Discovery, orquesta. | Música orquestal                |
| 1969    | Variations, para violín y piano. | Música instrumental (dúo)       |
| 1969    | Clio: Symphonic Ode. | Música orquestal                |
| 1971    | Initium, para orquesta. | Música orquestal                |
| 1972    | Música para la obra escénica Tema equis (publicitaire pour station de télévision Mexicaine) illa. | Música de teatroal              |
| 1972    | Nonantzin (a cappella). | Música coral (capella)          |
| 1973    | Estudio a Rubinstein, para piano. | Música solista (piano)          |
| 1973    | Partita, para timpani. | Música solista                  |
| 1973    | Sonante, para orquesta. | Música orquestal                |
| 1973    | Paisajes mexicanos, para orquesta. | Música orquestal                |
| 1973    | Partita, timp,. | Música de cámara                |
| 1974    | A Pastoral (a cappella). | Música coral (capella)          |
| 1974    | NOKWIC (a cappella). | Música coral (capella)          |
| 1974    | Feuille d'album, para guitarra. | Música solista (guitarra)       |
| 1974    | The Waning Moon, (a capela). | Música coral (capella)          |
| 1974    | Tzintzuntzan, variaciones sinfónicas para banda. | Música de banda                 |
| 1974    | Rarely (a cappella). | Música coral (capella)          |
| 1974    | Epistle (a cappella). | Música coral (capella)          |
| 1975    | Concierto para violoncelo y orquesta (inacabado). | Música orquestal (concierto)    |
| 1975    | Caprichos para piano [5]. | Música solista (piano)          |
| 1976    | Zandunga Serenade, para banda. | Música de banda                 |
| 1976/77 | Concierto para trombón y orquesta. | Música orquestal (concierto)    |
| -       | Madrigal, para violonchelo y piano. | Música instrumental (dúo)       |